# Jacques Duphly
Jacques Duphly (o du Phly) /ʒak dyˈfli/ (Rouen, 12 gennaio 1715 – Parigi, 15 luglio 1789) è stato un clavicembalista, organista e compositore francese.

## Biografia
Suo nonno materno era Jacques Boyvin, organista della cattedrale di Rouen (ma che Duphly non ha mai conosciuto in quanto morto prima della sua nascita). Allievo di François d'Agincourt, inizia la carriera di organista presso la cattedrale di Évreux, poi in varie chiese di Rouen. In seguito si trasferisce a Parigi e da questo momento si dedica unicamente al clavicembalo, scelta deliberata riferita da Friedrich Wilhelm Marpurg, in modo da non rovinarsi le mani sulle tastiere dell'organo, molto meno delicate di quelle del clavicembalo. Vive come professore e artista indipendente frequentando gli eleganti saloni parigini in cui acquista grande reputazione.
Le sue opere contano quattro libri per clavicembalo pubblicati rispettivamente nel 1744, 1748, 1756 e 1768. Questi pezzi, spesso virtuosi, tracciano l'ultima evoluzione della letteratura per clavicembalo prima che questo strumento perda il favore dei musicisti e scompaia, sostituito dal fortepiano. Se le prime opere si iscrivono nella grande tradizione francese immortalata da François Couperin, gli ultimi si identificano maggiormente nello stile galante in voga alla vigilia della Rivoluzione. Nel terzo libro, oltre ai pezzi per clavicembalo solo, si trovano anche dei pezzi con accompagnamento di violino, secondo la formula alla moda inaugurata da Jean-Joseph de Mondonville e seguita da Jean-Philippe Rameau nel 1741 nei suoi Pièces de clavecin en concert.
Dopo il 1768 si sa che continua a insegnare, almeno fino al 1783, poi sparisce senza lasciare traccia. Lo si cerca:  il Journal Général de la France pubblica nel 1788: "vorremmo sapere cosa è successo al sig. du Phly, che è stato maestro di clavicembalo a Parigi, dove era nel 1767. Se non è più fra noi, desidereremmo conoscere gli eredi ai quali dobbiamo comunicare qualcosa". Forse ha abbandonato ogni attività musicale (non c'è nessuno strumento musicale nell'inventario dei suoi beni dopo la morte). Una curiosa coincidenza: Antoine de Sartine, ex luogotenente generale di polizia ed ex segretario di stato della Marina, mecenate, al quale Duphly ha dedicato un pezzo del quarto libro (La Sartine), nel 1785 abita allo stesso indirizzo dell'Hôtel de Juigné, sul quai Malaquais.
Non essendosi mai sposato, lascia una parte considerevole dei suoi beni al suo domestico, rimasto al suo servizio per trent'anni.
La vita di Duphly si colloca esattamente fra la morte di Luigi XIV e la Rivoluzione francese, come il simbolo della fine di un'epoca: quella della regalità e di uno strumento che, sotto molti aspetti, la simboleggia.